# Triethylgermaniumhydrid
Triethylgermaniumhydrid ist eine chemische Verbindung aus der Gruppe der germaniumorganischen Verbindungen.

## Gewinnung und Darstellung
Triethylgermaniumhydrid kann durch Reaktion von Triethylgermaniumchlorid mit Lithiumaluminiumhydrid in Diethylether oder Dibutylether gewonnen werden.
{\displaystyle \mathrm {4\ ClGe(CH_{2}CH_{3})_{3}+\ LiAlH_{4}{\xrightarrow[{}]{Et_{2}O}}\ 4\ HGe(CH_{2}CH_{3})_{3}\ +\ LiCl\ +\ AlCl_{3}} }
Die Reduktion mit Lithiumhydrid in Di-iso-pentylether ist ebenfalls möglich, liefert aber eine geringere Ausbeute.
{\displaystyle \mathrm {ClGe(CH_{2}CH_{3})_{3}+\ LiH{\xrightarrow[{}]{}}\ HGe(CH_{2}CH_{3})_{3}\ +\ LiCl\ } }

## Eigenschaften
Triethylgermaniumhydrid ist eine farblose Flüssigkeit mit einem Flammpunkt von 8 °C.

## Verwendung
Triethylgermaniumhydrid wird als Katalysator für Polymerisationen von α-Olefinen verwendet. Es kann auch als Cokatalysator für einige Reaktionen verwendet werden.